# Araneus pauxillus
Araneus pauxillus là một loài nhện trong họ Araneidae.
Loài này thuộc chi Araneus. Araneus pauxillus được Tord Tamerlan Teodor Thorell miêu tả năm 1887.